# 余复
余复，字子叔，福建福州宁德县（今宁德市）人，南宋状元。

## 生平
余复是宋光宗绍熙元年（1190年）庚戌科状元，也是光宗朝第一位状元，授宣义郎、签书诸州节度判官厅公事。历实录院检讨，仕至秘书省校书郎。

## 著作
其著作有《礼经类说》、《左氏纂类》及《祭礼》十四卷，《风集渚》、《余状元集》等。

## 轶事
余复祖籍在福建古田县杉洋村，据传当时宁德和古田两县县令为了余复籍贯问题而争执不休，还需朝廷来调解。